# Lachy (Marne)
Lachy település Franciaországban, Marne megyében. Lakosainak száma 347 fő (2022. január 1.). Lachy La Villeneuve-lès-Charleville, Broyes, Charleville, Les Essarts-lès-Sézanne, Mœurs-Verdey és Sézanne községekkel határos.

## Népesség
A település népességének változása:
| Lakosok száma | 248  | 309  | 313  | 321  | 306  | 321  | 331  | 323  | 331  | 347  |
|               | 1968 | 1982 | 1990 | 2006 | 2013 | 2015 | 2017 | 2019 | 2020 | 2022 |